# Тупиково (Тверская область)
Тупико́во — деревня в Торжокском районе Тверской области. Относится к Масловскому сельскому поселению.
Находится в 15 км к юго-западу от города Торжка.

## Население
| 1996 | 2002 | 2008 | 2010 |
| ---- | ---- | ---- | ---- |
| 232  | ↘207 | ↘197 | ↗217 |

## История

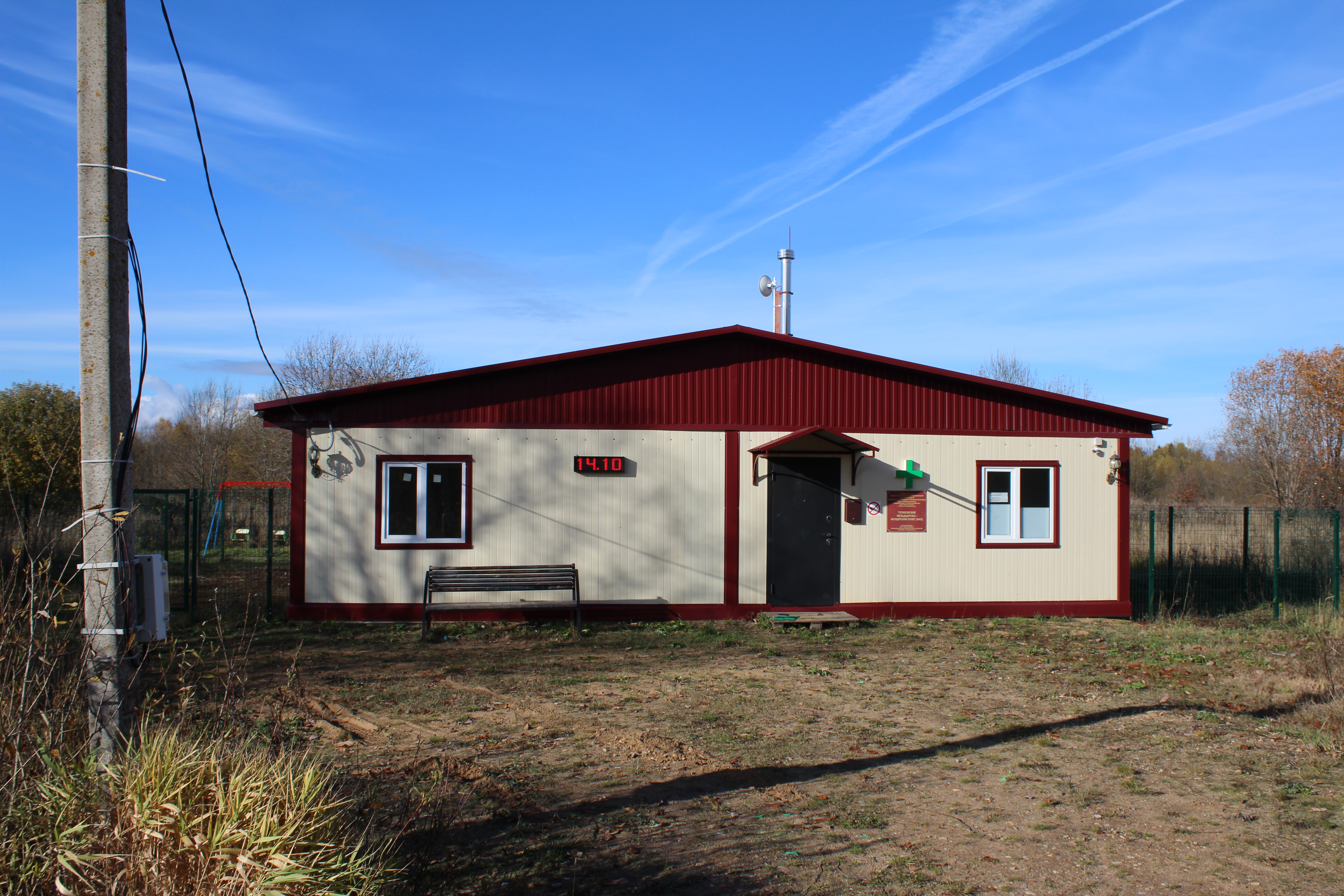
Тупиковский фельдшерско-акушерский пункт

Во второй половине XIX — начале XX века деревня Тупиково относилась к Рашкинскому приходу Сукромлинской волости Новоторжского уезда. В 1884 году — 72 двора, 419 жителей. По переписи 1920 года — 85 дворов, 464 жителя.
В 1940 году деревня в составе Печенского сельсовета Новоторжского района Калининской области.
В 1997 году — 99 хозяйств, 232 жителя. Администрация Тупиковского сельского округа, правление колхоза им. Правды, начальная школа, клуб, библиотека, медпункт, отделение связи, магазин.